# Benedikt Alois Pflanz
Benedikt Alois Pflanz (auch Benedikt Alois Pflanz oder Alois Pflanz; * 25. November 1797 in Espachweiler bei Ellwangen (Jagst) als Xaver Alois Pflanz; † 23. November 1844 in Schörzingen) war ein deutscher römisch-katholischer Geistlicher, Theologe, Gymnasiallehrer und Politiker.

## Leben
Pflanz war Sohn eines Zimmermanns. Er absolvierte ab 1808 das Ellwanger Gymnasium und wurde 1815 an der Universität Ellwangen zum Studium der Theologie eingeschrieben. 1817 zog er mit der ganzen Universität an die Universität Tübingen. Dort wurde er in den Wilhelmsstift aufgenommen. 1818 schloss er das Theologiestudium mit sehr guten Ergebnissen ab. Mit königlichem Stipendium widmete er sich ein weiteres Studienjahr der Altphilologie sowie der Philosophie, bevor er 1819 in das Priesterseminar Rottenburg eintrat. Seine Priesterweihe erfolgte am 20. September 1823 ebenfalls in Rottenburg. Sein Vikariat absolvierte er zunächst in Höchstberg und Duttenberg, dann in Oberndorf am Neckar.
Pflanz bestand 1822 die Lehramtsprüfung und wurde Lehrer am Gymnasium in Ehingen (Donau). 1824 bestand er auch die Professoratsprüfung. Im Frühjahr 1826 wurde er als Professor an das Rottweiler Gymnasium versetzt. Pflanz war darüber derart unglücklich, dass er noch im Sommer 1826 die Pfarrkonkursprüfung mit großem Erfolg bestand und sich auf die Pfarrei von Donaurieden bewarb. Er wurde für die Pfarrei nominiert und konnte erst zum Verzicht auf die Pfarrei überredet werden, als er im Oktober 1828 zum Professor der Philosophie und Philologie am Rottweiler Obergymnasium befördert wurde. Er unterrichtete außerdem am Gymnasium Religion, Alte Geschichte, Archäologie, Mythologie sowie französische und deutsche Sprache. 1831/1832 scheiterte seine Berufung auf den Lehrstuhl für Kirchengeschichte an die Universität Freiburg im Breisgau, obwohl er durch die Fakultät für die Professur vorgeschlagen war. Zur gleichen Zeit scheiterten mehrere Bewerbungen auf Pfarreien. 
Pflanz war für die Wahlperiode 1833 sowie für die Wahlperiode 1833–1835 Abgeordneter der Zweiten Kammer der Württembergischen Landstände. Dort war er Vertreter der liberalen Opposition und eines liberalen Katholizismus. Für seine Verdienste wurde er bereits 1833 zum Ehrenbürger von Rottweil ernannt. 1836 unternahm er Reisen nach Frankreich, Sachsen, Preußen und Österreich und studierte dort unter anderem Bildungseinrichtung. Zum Ende des Jahres schied er aus dem Schuldienst aus und wurde Pfarrer in Moosheim, ohne sein Landtagsmandat aufzugeben. 1838 scheiterte eine weitere Berufung. Dieses Mal war er von staatlicher Seite als Professor der Theologie an die Tübinger Universität vorgeschlagen, wurde allerdings von Bischof und Fakultät abgelehnt. Auch eine Stelle als Kirchenrat, die zur gleichen Zeit vakant war, konnte er nicht erlangen. Schließlich übernahm er 1843 die Pfarrstelle in Schörzingen. In dieser Zeit wurde er überredet sich abermals für Rottweil aufstellen zu lassen. Er starb allerdings noch vor der Wahl an einem Nervenfieber.
Pflanz gab ab 1830 die Zeitschrift Freymüthige Blätter über Theologie und Kirchenthum, die zunächst von 1830 bis 1832 in Rottweil erschien und anschließend von 1833 bis zu seinem Tod 1844 in Stuttgart. Die Zeitschrift befasste sich vorwiegend mit pastoralen und kirchenpolitischen Themen widmeten und war aufgeklärt-liberal ausgerichtet. Zu den Mitarbeitern unter anderem Ignaz Heinrich von Wessenberg, Fridolin Huber, Joseph Sprißler sowie Bernhard Bolzano. Pflanz und seine Zeitschrift werden als „Bannerträger“ des liberalen Katholizismus bezeichnet, teilweise wurde von Pflanzianern oder der Pflanzschen Schule gesprochen.

## Werke (Auswahl)
- Antwort einiger Katholiken in Württemberg auf das von einem Ungenannten (Augsburg bei Karl Kollmann 1831) an sie gerichtete Sendschreiben. Ein Beitrag zur Schilderung der Verhältnisse der katholischen Kirche in Württemberg. Rom und Madrid auf Kosten der Gesellschaft Jesu , Herder, Rottweil 1831 [anonym].
- Ueber das religiöse und kirchliche Leben in Frankreich, Cotta, Stuttgart 1836.
- Der römische Stuhl und die Kölner Angelegenheit, Neff, Stuttgart 1838.
- Doktor Fridolin Hubers Leben und literarisches Wirken, Konstanz 1839.
- Ansichten ueber die Verhaeltnisse der Katholiken in Wuerttemberg, Neff, Stuttgart 1843.